# Vitalina Varela (Film)
Vitalina Varela ist ein Filmdrama von Pedro Costa, das am 14. August 2019 beim Locarno Film Festival seine Weltpremiere feierte. Die Milieustudie zeichnet das Leben der Titelfigur Vitalina Varela in einem Slum in Lissabon.

## Produktion

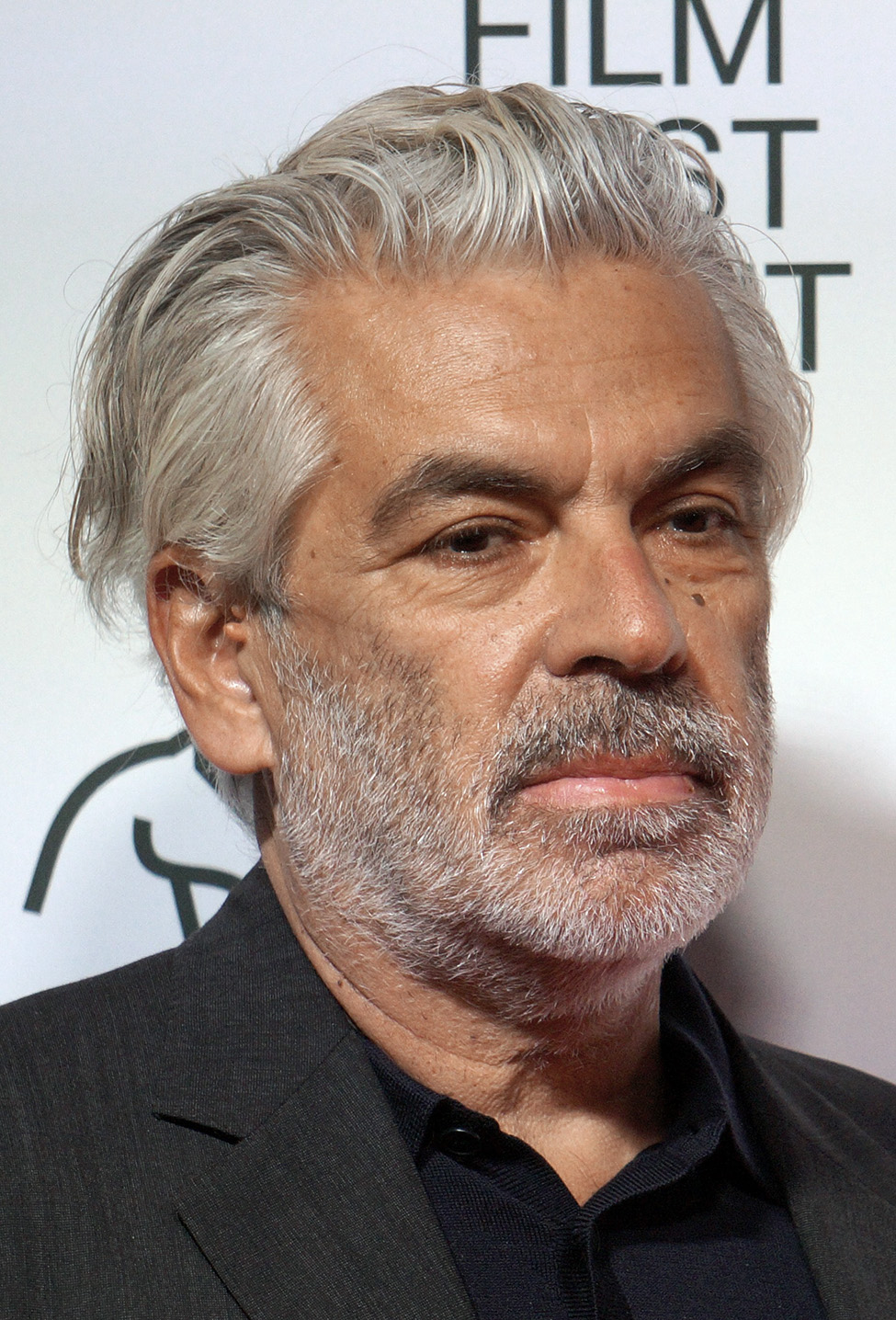
Pedro Costa bei der Vorstellung des Films beim Film Fest Gent

Regie führte Pedro Costa, der gemeinsam mit Vitalina Varela auch das Drehbuch schrieb. Die aus dem Inselstaat Kap Verde, einer ehemaligen portugiesischen Kolonie, stammende Varela spielt im Film zudem sich selbst. Sie war bereits in Costas Filmdrama Horse Money aus dem Jahr 2014 in einer Nebenrolle zu sehen. Laut Presseberichten handelt es sich bei Costas Film um die wahre Lebensgeschichte seiner Protagonistin Vitalina Varela, die drei Tage nach der Beerdigung ihres Mannes am Flughafen von Lissabon ankommt. In Monologen erfährt man, dass Vitalina Varela 1982 ihren Mann Joaquim heiratete und gemeinsam mit diesem ein Haus in Kap Verde zu bauen begonnen hatte. Später ging Joaquim nach Lissabon, kam einmal zurück, verschwand dann aber völlig. Vitalina erfährt, dass er irgendwann im Gefängnis war, findet aber nie heraus, warum er sie wortlos zurückgelassen hat. Nun lebt Vitalina in der heruntergekommenen Wohnung ihres Mannes in Portugal.
In weiteren Rollen sind Ventura als alter Priester und Manuel Tavares Almeida zu sehen. Ventura war schon in den Costa-Filmen Juventude em Marcha und Horse Money eine zentrale Figur. In Horse Money war er das erste Mal gemeinsam mit Varela zu sehen.
Gedreht wurde im prekären Fontainhas-Viertel (in Venda Nova im Großraum Lissabon). Die Aufnahmen entstanden fast ausschließlich nachts. Lediglich in zwei kurzen Rückblenden zu Varelas Zeit in Kap Verde ist der blaue Himmel zu sehen, der im Kontrast zu den dunklen Farben steht, die sonst im Film verwendet werden.
Der Film hatte am 14. August 2019 im Rahmen des Locarno Film Festivals Premiere und gewann dort den Hauptpreis. Er lief 2019 beim Toronto International Film Festival, beim Filmfest Hamburg, beim London Film Festival, beim Film Festival Cologne und eröffnete das Münchner UNDERDOX-Festival. Am 31. Oktober 2019 kam er in die portugiesischen Kinos. Der Film wird in Deutschland auf der Plattform von Grandfilm bei Vimeo angeboten. Der Kinostart in Deutschland erfolgte am 10. September 2020. Ende August 2020 wurde der Film beim Molodist International Film Festival, das in einer Hybridversion stattfindet, vorgestellt.

## Rezeption

### Kritiken
Der Film konnte bislang 98 Prozent aller Kritiker bei Rotten Tomatoes überzeugen und erreichte hierbei eine durchschnittliche Bewertung von 8,6 der möglichen 10 Punkte. Bei Metacritic erhielt der Film einen Metascore von 86 von 100 möglichen Punkten. Im IndieWire Critics Poll 2020 landete Vitalina Varela unter den internationalen Filmen auf 4. Platz.
Jay Weissberg von Variety schreibt, würde Pedro Costa eine Ausstellung mit Stills aus dem Film organisieren, würden er und sein Kameramann Leonardo Simões sicherlich mehr Fans gewinnen: „Als eine Reihe von feststehenden Bildern an einer Wand würden solche Fotos eine rigorose Herangehensweise an Beleuchtung und Rahmung bezeugen.“ Sie würden wahrscheinlich auch beim Betrachter ein größeres Gefühl für Empathie erzeugen, als im Film offenbart, so Weissberg weiter. Das Problem sei nicht das Fehlen einer Geschichte, sondern vielmehr die zusammengestückelte Natur des Films. Weniger Erzählung hätte dem Film seiner Ansicht nach gut getan und beim Zuschauer eine emotionale Verbindung verstärken können. Costa zeige Vitalinas Müdigkeit, indem er die Schatten um ihre großen, ausdrucksstarken Augen hervorhebt, doch letztlich zeige sich, dass der Regisseur ganz offensichtlich in die monumentale Präsenz dieser Frau verliebt ist, die die Aura einer Opern-Diva besitzt.
In der Jahresbestenliste des vom British Film Institute herausgegebenen Filmmagazins Sight & Sound befand sich der Film auf Platz 10 der besten Filme des Jahres 2019.

### Auszeichnungen
Vitalina Varela wurde von Portugal als Beitrag für die Oscarverleihung 2021 in der Kategorie Bester Internationaler Film eingereicht, nachdem der Film Listen von Ana Rocha de Sousa von einer Teilnahme ausgeschlossen wurde. Zudem befand sich Vitalina Varela in der Vorauswahl zum Europäischen Filmpreis 2020, blieb aber bei Bekanntgabe der Nominierungen unberücksichtigt. Im Folgenden eine Auswahl weiterer Nominierungen und Auszeichnungen.
Chicago Film Critics Association Awards 2020
- Nominierung als Bester fremdsprachiger Film[18]

Chicago International Film Festival 2019
- Nominierung als Bester Spielfilm im internationalen Wettbewerb (Pedro Costa)
- Auszeichnung mit dem Silver Hugo Award (Pedro Costa)[19][20]

Festival Internacional de Cine de Mar del Plata 2019
- Nominierung im internationalen Wettbewerb[21]

Festival international du film de La Roche-sur-Yon 2019
- Auszeichnung mit dem Ciné+ Jury Grand Prix (Pedro Costa)[22]

Film Fest Gent 2020
- Nominierung als Bester Film für den Grand Prix[23]

Filmfest Hamburg 2019
- Nominierung für den Sichtwechsel-Filmpreis

Festival Internacional de Cine de Gijón 2019
- Auszeichnung als Bester Film im offiziellen Wettbewerb (Pedro Costa)
- Auszeichnung für die Beste Kamera (Leonardo Simões)[24]

Locarno Film Festival 2019
- Auszeichnung mit dem Goldenen Leoparden (Pedro Costa)
- Auszeichnung als Beste Schauspielerin (Vitalina Varela)

National Society of Film Critics Awards 2021
- Second Runner-up für die Beste Kamera (Leonardo Simões)
- Second Runner-up als Bester fremdsprachiger Film[25]